# Hirokazu Sasaki
Hirokazu Sasaki (Okayama, 16 februari 1962) is een voormalig Japans voetballer.

## Carrière
Hirokazu Sasaki speelde tussen 1980 en 1995 voor Matsushita Electric, Verdy Kawasaki en Cerezo Osaka.